# Aspes
Aspes is een historisch Italiaans merk van lichte motorfietsen.
De bedrijfsnaam was: Aspes - Fabbrica Cicli e Ciclomotori, later Fabbrica Motocicli Aspes en Moto Aspes, Sorrentino & Co., s.n.c, Gallarate, Varese.
Teodosio Sorrentino begon in 1955 fietsen te fabriceren. Als merknaam koos hij "Aspes", afgeleid van "Aspesi", de familienaam van zijn echtgenote.
In 1967 ging hij ook motorfietsen produceren. Het waren aanvankelijk terreinmotoren met een Minarelli-tweetaktmotor. Topmodellen hadden al een dure Ceriani-voorvork. In 1971 reed Felice Agostini, de broer van Giacomo, in het Italiaanse crosskampioenschap voor Aspes. In dat jaar werd ook een nieuw crossmodel gepresenteerd, met een 125cc-Sachs-motor. Die machine kwam in 1972 onder de naam "Apache" op de markt.
Eind 1972 verbond Aspes zich met de firma Consiglio. Men ging zelf voorvorken maken, maar door de samenwerking met ingenieur Vito Consiglio ontstond een nieuw bedrijfje: Asco, dat de motoren ging produceren. In 1973 werden de eerste Aspes-modellen met eigen motor geleverd. Dit waren de Aspes Hopi crossmotor en de Aspes Regolarità enduromotor, 125cc-modellen die ca. 20 pk leverden. In 1974 werd Felice Agostini tweede in het Italiaanse juniorenkampioenschap, in 1975 werd Dario Nani Italiaans juniorenkampioen. In 1976 werd Corrado Maddii derde in de Grand Prix van Spanje.
Aspes besloot het modellenaanbod uit te breiden met straatmodellen. Dit resulteerde in ultra-sportieve 125cc-motorfietsjes, de Aspes Juma, waarvan ook een wegraceversie verscheen.
In 1977 ging men ook 50cc-motorfietsjes maken, maar daarvoor moest men weer teruggrijpen op zesversnellings-Minarelli-motoren. Zo ontstonden de lichte Aspes Navaho-modellen als cross en regolarità.
In 1978 kwam de damesbromfiets Aspes Sioux op de markt. Het ging echter steeds slechter met het merk Aspes en het werd in 1982 overgenomen door Unimoto. Dat bleef nog enkele jaren Aspes-modellen maken en er kwamen zelfs nieuwe modellen, de Squalo 125, de 50 en 125 Enduro TK, de Folk en de Carrera, maar in 1985 verdween het merk Aspes voorgoed van de markt. 